# Centro Nacional de Hóquei sobre Grama
O Centro Nacional de Hóquei sobre Grama faz parte do Complexo Esportivo de Deodoro, entre os bairros de Deodoro e Vila Militar, ambos localizados na Zona Oeste do Rio de Janeiro.
É o principal e único campo oficial da modalidade no Brasil. Lá se realizam as partidas oficiais da modalidade.

## História
As instalações foram criadas para sediar as atividades de hóquei sobre grama e futebol de sete, nos Jogos Panamericanos de 2007 e Jogos Parapan-Americanos de 2007 respectivamente.

## Jogos Olímpicos de 2016
O campo abrigará nos Jogos Olímpicos de 2016 a competição masculina e feminina de hóquei sobre grama

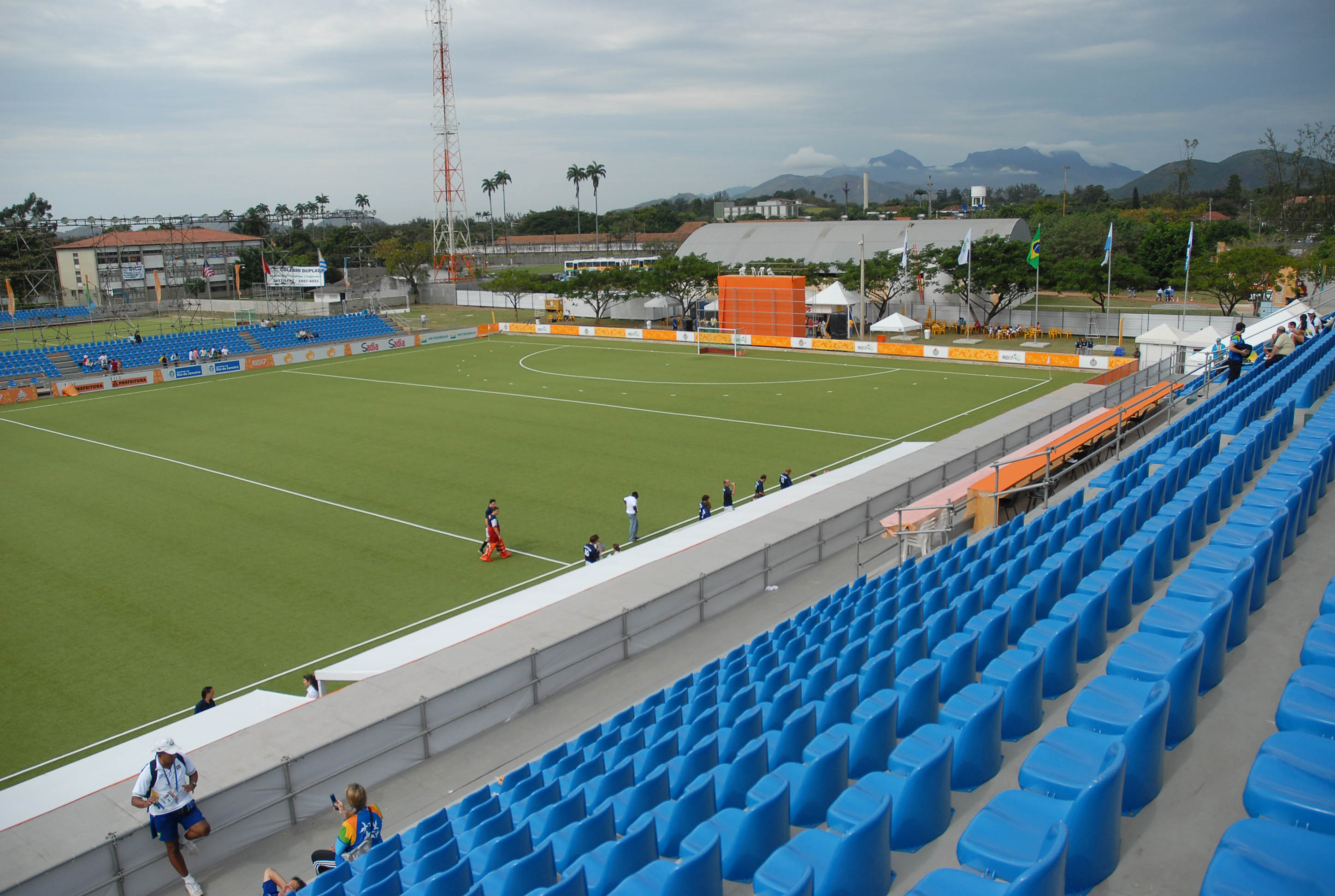
Área de competição do Hóquei sobre grama